# Турки ибн Салман Аль Сауд
Турки́ ибн Салма́н ибн Абду́л-Ази́з А́ль Сау́д(араб. تركي بن سلمان بن عبد العزيز آل سعود‎; род. 1987, Эр-Рияд) — саудовский принц и бизнесмен. Восьмой сын короля Салмана.

## Биография

### Ранняя биография и образование
Принц Турки ибн Салман родился в 1987 году в Эр-Рияде в семье будущего короля Салмана и его третьей жены Фахды бинт Фалах ибн Султан Аль Хислаян. У него 5 полнородных братьев: принц Мухаммед (род. 1985), принц Халид (род. 1988), принц Наиф (род. 1990), принц Бандар (род. 1995) и принц Ракан (род. 1997).
Выпускник университета короля Сауда, где получил степень бакалавра в области маркетинга.

### Бизнес
В феврале 2013 года Турки ибн Салман был назначен председателем Саудовской исследовательской и маркетинговой группы (SRMG); на этой должности он заменил своего старшего единокровного брата принца Фейсала, который стал губернатором Медины. В этой должности он был до апреля 2014 года, после чего покинул этот пост.
Является председателем холдинговой компании Tharawat.